# Iryna Merkushina
Iryna Merkushina (en ucraniano: Ірина Меркушіна; nacida Iryna Korshaguina, Kúibyshev, 8 de marzo de 1968) es una deportista ucraniana que compitió en biatlón. Su hija Anastasiya compite en el mismo deporte.
Ganó una medalla de plata en el Campeonato Mundial de Biatlón de 2003 y dos medallas en el Campeonato Europeo de Biatlón, en los años 2001 y 2002.

## Palmarés internacional
| Campeonato Mundial | Campeonato Mundial        | Campeonato Mundial | Campeonato Mundial |
| Año                | Lugar                     | Medalla            | Prueba             |
| ------------------ | ------------------------- | ------------------ | ------------------ |
| 2003               | Janty-Mansisk (Rusia)     | Medalla de plata   | Relevo             |
| Campeonato Europeo |                           |                    |                    |
| Año                | Lugar                     | Medalla            | Prueba             |
| 2001               | Haute-Maurienne (Francia) | Medalla de bronce  | Relevo             |
| 2002               | Kontiolahti (Finlandia)   | Medalla de bronce  | Relevo             |